# Hagey Ridge
Hagey Ridge ist ein hoch aufragender und schneebedeckter Gebirgszug an der Küste des westantarktischen Marie-Byrd-Lands. Er verläuft als östliches Ende der McDonald Heights zwischen den Björnert-Kliffs und dem Johnson-Gletscher.
Luftaufnahmen entstanden bei der United States Antarctic Service Expedition (1939–1941) im Dezember 1940. Der United States Geological Survey kartierte das Gebirge anhand eigener Vermessungen und Luftaufnahmen der United States Navy zwischen 1959 und 1966. Das Advisory Committee on Antarctic Names benannte den Gebirgszug 1974 nach Leutnant Donald Warren Hagey (1932–2016), diensthabender Offizier auf der Byrd-Station im Jahr 1969.